# Karsdorfer Eisenbahngesellschaft

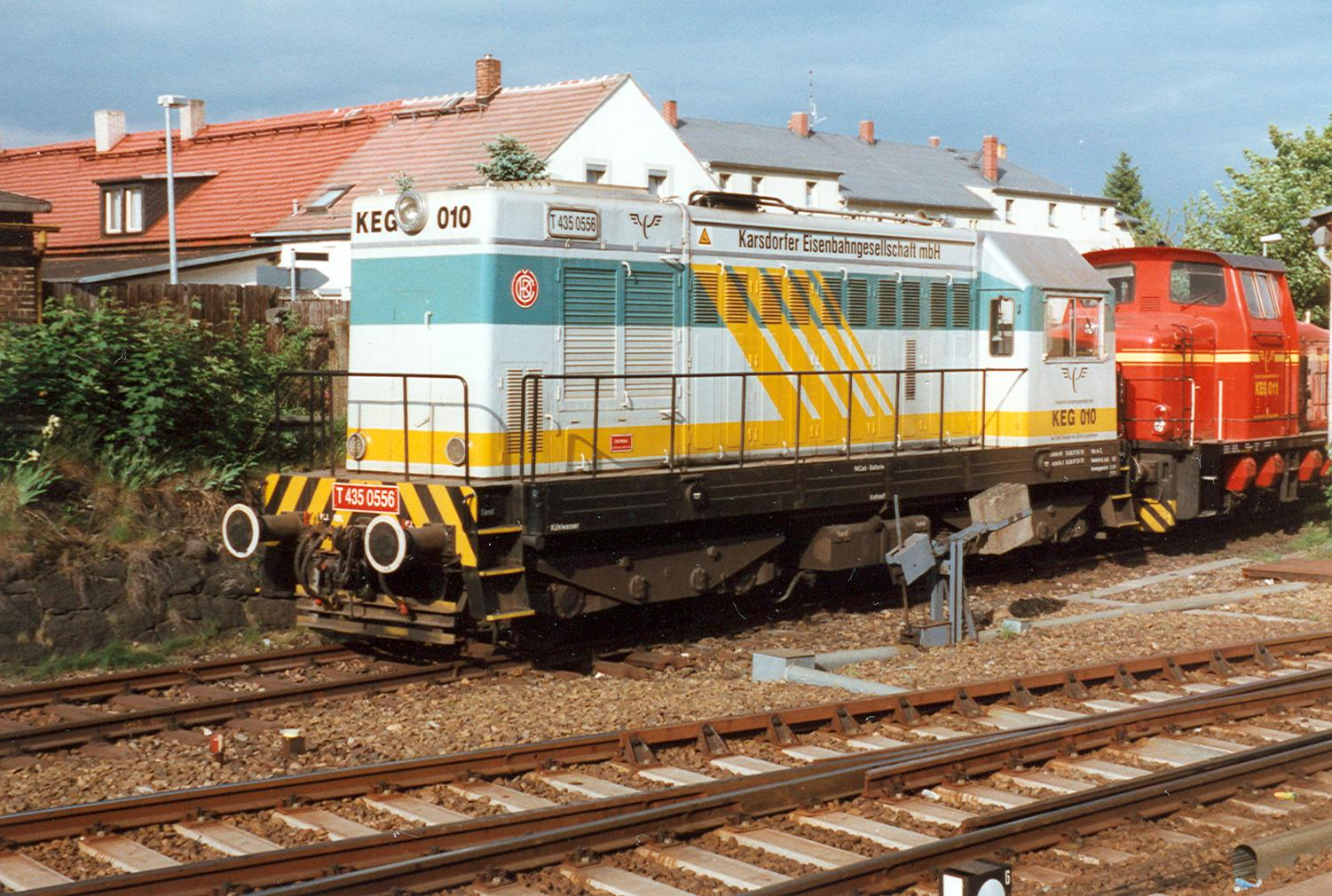
Zwei Lokomotiven der Karsdorfer Eisenbahngesellschaft

Die Karsdorfer Eisenbahngesellschaft GmbH (KEG) war eine private deutsche Eisenbahngesellschaft, die 1992 aus der Werksbahn des Zementwerkes Karsdorf (Sachsen-Anhalt) hervorging.

## Unternehmen und Betrieb

### Güterverkehr

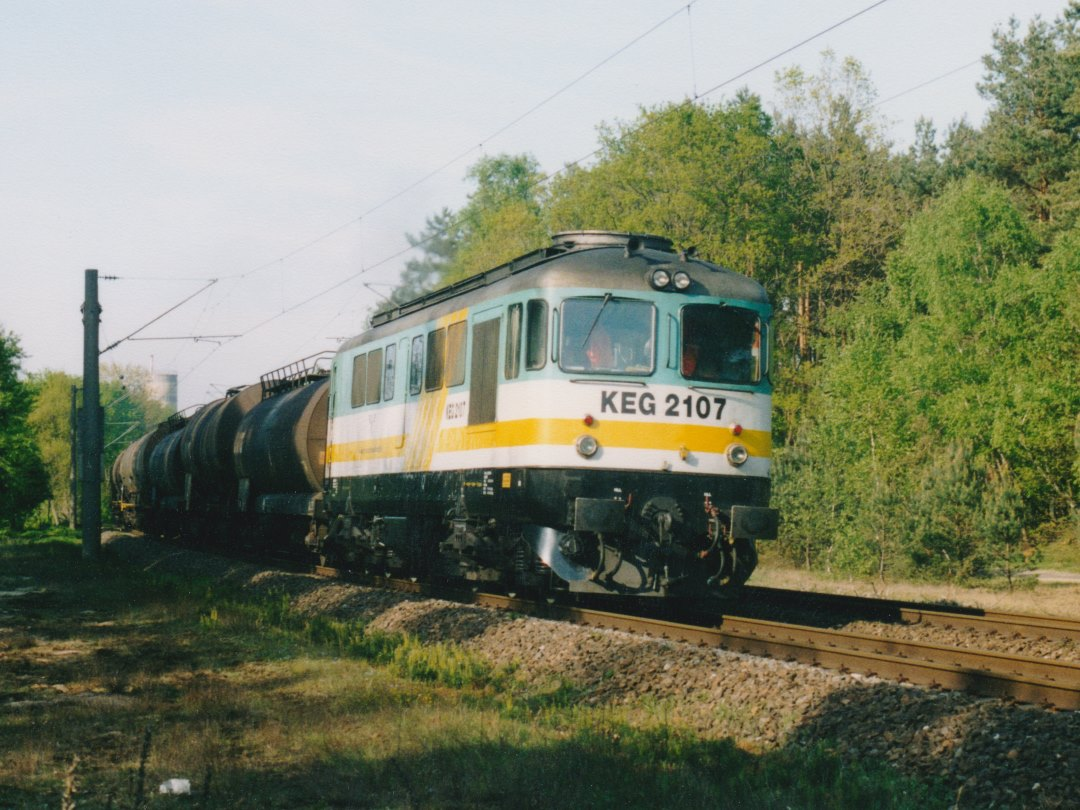
Rohölzug der KEG mit rumänischer Diesellok im Jahr 2003

Neben der Durchführung des Karsdorfer Werkverkehrs dehnte die KEG ab 1992 ihre Geschäftstätigkeit auf die deutschlandweite Abwicklung von Bauzug- und Güterverkehren aus, weiterhin wurde die Anschlussbahn des Hydrierwerkes Zeitz übernommen. Von 1999 bis 2002 wurde Kerosin von der Raffinerie Emsland in Lingen (Ems) zum Flughafen München gefahren, im Jahr 2001 übernahm die KEG auch die Anfuhr von Rohöl aus Barnstorf und Bartmannsholte zur Lingener Raffinerie. Für die Abwicklung dieser und anderer Verkehre wurde am Bahnhof Rheine die frühere Triebwagenhalle angemietet und als Bw genutzt. Zusammen mit Rail4Chem wurde außerdem 2002 ein Teil des Transports von Mineralölprodukten für Shell übernommen.

### Reiseverkehr
Parallel dazu wurde die KEG ab 1993 im Personenverkehr aktiv, zunächst im Sonder- und Ausflugsverkehr. Dabei wurde unter anderem auch der Restabschnitt der Finnebahn bis Bad Bibra befahren. Ab 1995 erfolgten Verkehrsleistungen im Auftrag der Deutschen Bahn auf der Strecke Naumburg–Artern. KEG-Triebwagen verkehrten auch über unterschiedliche Zeiträume und auf verschiedener Rechtsgrundlage (Verkehrsvertrag, Fahrt im DB-Auftrag, reine Fahrzeugvermietung) auf den Strecken Weißenfels–Zeitz, Merseburg–Querfurt, Röblingen am See–Vitzenburg und Zeitz–Osterfeld. Ab 1998 bediente die KEG im Rahmen des Vorlaufbetriebs für die City-Bahn Chemnitz die Strecke Chemnitz–Stollberg bis zu deren Elektrifizierung mit Dieseltriebwagen, wofür die Fahrzeuge VT 2.01, VT 2.02 und VT 3.00 mit dem City-Bahn-Logo versehen wurden. 1999 übernahm die KEG – neben der DB Regio AG – 30 % der Anteile an der neu gegründeten Burgenlandbahn GmbH. Zunächst setzte sie hier gebraucht gekaufte MAN-Schienenbusse ein, später erfolgte für diese Dienste die Beschaffung neuer Triebwagen des Typs LVT/S.
Zudem führte sie ab dem Fahrplanwechsel 2003/2004 bis zu ihrer Insolvenz den Personenverkehr auf der Strecke Bergen–Lauterbach durch.

## Fahrzeuge
Für den Reiseverkehr übernahm die KEG ab 1993 zahlreiche gebrauchte MAN-Schienenbusse, die im Karsdorfer Betriebswerk aufgearbeitet wurden. Dieser Bestand wurde in den Jahren 1997 bis 1999 durch insgesamt 19 Triebwagen des Typs LVT/S ergänzt und später ersetzt. Weiterhin wurde sie durch den Ankauf einer großen Anzahl von Diesellokomotiven der CFR-Baureihe 060 DA zur Bespannung schwerer Güterzüge sowie der Mehrheitsbeteiligung am rumänischen Waggonhersteller Romvag aus Caracal  in Fachkreisen bekannt. Auch eine rumänische Elektrolokomotive der CFR-Baureihe 060 EA (CFR 40-0079) wurde gekauft, auf das deutsche Bahnstromsystem umgebaut und auf der InnoTrans 2000 ausgestellt. Ab 2002 trug sie die KEG-Nummer 7001, erhielt jedoch wegen des Insolvenzverfahrens keine deutsche Zulassung und kehrte nach langer Abstellzeit in Karsdorf und einem Aufenthalt in Schweden (2011 bis 2016) nach Rumänien zurück.
Daneben wurden vor allem für Bauzugzwecke kleinere Dieselloks verschiedener Bauarten eingesetzt, darunter insgesamt sechs der Baureihen V 75 und T435.0/T458.1 (inklusive zwei Loks der ehemaligen Werkbahn). Auch vier V 180 (ehemalige Loks 201 und 203 der Leuna-Werke, 204 der Buna-Werke, 118 306 der DR) waren bei der KEG im Bestand, zwei davon als Ersatzteilspender. Für langlaufende Güterzüge wurden auch Elektroloks angemietet.
Weiterhin wurden in Karsdorf Fahrzeuge als Ersatzteilspender oder für eine spätere Aufarbeitung gesammelt, deren Übergang in den KEG-Bestand fraglich oder nicht belegbar ist und die bis zur Insolvenz nicht in Betrieb gingen. Bekannt sind beispielsweise die ehemalige 211 031-0 der DR (zuletzt 4-1316 des Braunkohlekombinats Bitterfeld) und die V 200 508 des Braunkohlewerks Geiseltal. Diese Fahrzeuge wurden später verkauft oder vor Ort zerlegt.
Am Anfang der 2000er Jahre plante die KEG die Modernisierung ihres Triebfahrzeugparks mit acht neuen dieselelektrischen Lokomotiven ADtranz DE-AC33C („Blue Tiger“); hierfür waren die Maschinen 250 003 und 250 005 bis 011 vorgesehen. Wegen der Zahlungsprobleme der KEG wurde das Vorhaben nicht umgesetzt und die Loks gingen an andere Kunden.

## Das Ende
Im Jahr 2003 geriet die KEG in finanzielle Schwierigkeiten, die dazu führten, dass die Gesellschaft am 12. Februar 2004 die Eröffnung des Insolvenzverfahrens beantragte, das am 31. März 2004 eröffnet wurde. Die Lokomotiven wurden größtenteils nach Polen verkauft, die Anteile an der Burgenlandbahn wurden von der DB Regio AG übernommen. Die deutschen Geschäftsaktivitäten im Bauzugverkehr gingen an die ARCO Transportation, die Leistungen im Schienengüterfernverkehr übernahmen Mitbewerber.

## Sonstiges
Die KEG hinterließ im Chemie- und Industriepark Zeitz auf ihrem ehemaligen Betriebsgebäude Dr.-Fischer-Straße 1 (Lage) ein aus der Luft weithin sichtbares Relikt. In die Dacheindeckung des Gebäudes ist das Unternehmenskürzel K E G in Kontrastfarbe eingelassen.

## Van Engelen
Der frühere geschäftsführende Gesellschafter der KEG, Bernhard van Engelen (* 3. Januar 1968), war bis 2004 mit der Rügenschen Kleinbahn GmbH & Co. KG Betreiber der landkreiseigenen Rügenschen Kleinbahn (RüKB) sowie Eigentümer der Mainischen Feldbahnen (MFB), der Waggonbau Brüninghaus GmbH und der Regionalbahn Zeitz GmbH & Co. KG.
Bernhard van Engelen starb in der Nacht zum 13. April 2008.